# Kulturstiftung des Freistaates Sachsen
Die Kulturstiftung des Freistaates Sachsen (KdFS) ist eine rechtsfähige Stiftung des öffentlichen Rechts.

## Geschichte
Die Stiftung wurde vom Sächsischen Landtag mit Wirkung vom 17. Mai 1993 als rechtsfähige Stiftung öffentlichen Rechts per Gesetz errichtet. Sie hat ihren Sitz seit 1996 auf dem Gelände des Festspielhauses Hellerau in Dresden. Stiftungsdirektor seit 2018 ist Manuel Frey. Seit 2020 ist Christoph Dittrich Präsident der Kulturstiftung.

## Profil
Die Kulturstiftung fördert Kunst- und Kulturprojekte, vergibt Stipendien und kauft Werke Bildender Künstler an. Im Zentrum der Stiftungsarbeit steht die freie Entfaltung von Kunst und Kultur im Freistaat Sachsen. Gefördert werden Vorhaben mit überregionaler oder landesweiter Bedeutung und Beiträge zum internationalen kulturellen Austausch. Mit ihren eigenen Projekten reagiert die Kulturstiftung auf den gesellschaftlichen und kulturellen Wandel in Sachsen und in den angrenzenden Ländern Europas. Sie entwickelt Programme zur Unterstützung des kulturellen Dialogs mit den europäischen Nachbarn in Mittel- und Osteuropa, aber auch in Nordamerika und in Ostasien.

Derzeit fördert die Kulturstiftung jährlich rund 900 Projekte mit einem Fördervolumen von mehr als 5 Millionen Euro.

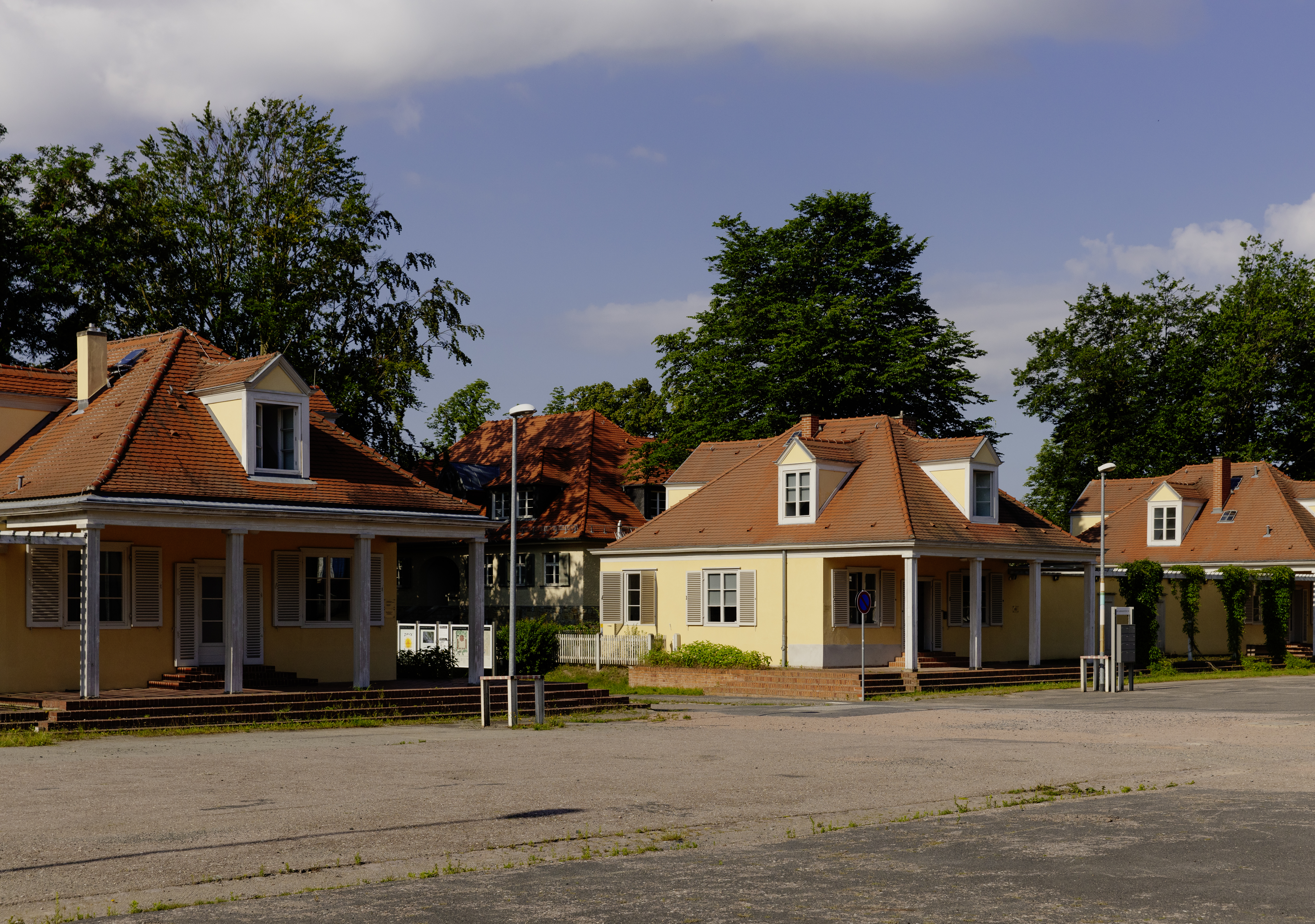
Die Stiftungshäuser der Kulturstiftung auf dem Gelände des Festspielhauses Hellerau, Foto: Oliver Killig

## Ziele
Die Stiftung fördert Kunst und Kultur im Freistaat Sachsen. Sie verfolgt ausschließlich und unmittelbar gemeinnützige Zwecke. Der Stiftungszweck  wird insbesondere verwirklicht durch
- die Förderung von Vorhaben im Bereich der Musik, der Literatur, des Films, der Darstellenden und Bildenden Kunst und ihrer Einrichtungen sowie der kulturellen Breitenarbeit freier Träger,
- die Förderung von Maßnahmen zur Pflege und Erhaltung von Kulturwerten und -einrichtungen,
- die Förderung von Künstlern und künstlerischem Nachwuchs,
- die Förderung kulturellen Austauschs,
- die Entwicklung neuer künstlerischer Ausdrucksformen,
- die Beteiligung an der Koordinierung kultureller Einrichtungen im Freistaat Sachsen,
- die Beratung des Sächsischen Landtags und der Sächsischen Staatsregierung bei kulturellen Entscheidungen.

Zur Erfüllung der ihr übertragenden Aufgaben stellt der Freistaat Sachsen der Kulturstiftung etwa 7,3 Millionen Euro pro Jahr zur Verfügung.

## Fördergegenstände

### Projektförderung
Im Rahmen der Projektförderung fördert die Kulturstiftung überregional bedeutsame Kunst- und Kulturprojekte im Freistaat Sachsen, die sich durch herausragende Qualität und ein deutliches inhaltliches Profil auszeichnen. Zweimal jährlich können Vorhaben in den Bereichen Bildende Kunst, Darstellende Kunst und Musik, Film, Industriekultur, Literatur, Soziokultur sowie spartenübergreifend beantragt werden. Mit einem Volumen von rund 3,4 Millionen Euro pro Jahr ist die Projektförderung der größte Förderbereich der Kulturstiftung des Freistaates Sachsen. Jährlich werden rund 400 Vorhaben gefördert.

### Programmförderung
Ergänzend zur Projektförderung entwickelt die Kulturstiftung regelmäßig neue, eigenständige Förderprogramme, die auf aktuelle Herausforderungen, besondere Themen und spezifische Bedarfe reagieren:
- Der Kleinprojektefonds für den ländlichen Raum fördert kreative Projekte.
- Mit der Gastspielförderung können bereits entwickelte Produktionen nachhaltig ausgewertet werden.
- Die Konzeptförderung unterstützt herausragende Projekte über drei Jahre bei Profilbildungs- und Professionalisierungsprozessen.
- Der Musikinstrumentenfonds ebnet begabten Talenten durch die Leihgabe von Instrumenten den Weg zu einer professionellen Laufbahn.
- Das Förderprogramm „Digitalkultur: Erforschen. Erproben. Erfahren.“ unterstützt Vorhaben an der Schnittstelle von Kunst, Kultur und Digitalität.
- Das Programm „Jüdisches Leben in Kunst und Kultur“ fördert Kunst- und Kulturprojekte, die jüdisches Leben in Sachsen öffentlich sichtbar und erlebbar machen.
- Kurzfristig initiierte Programme wie „Denkzeit“, „Kulturland 2022. Sachsen als Bühne“ oder der „Kulturfonds Sachsen-Ukraine“ reagieren auf besondere gesellschaftliche Herausforderungen wie die Corona-Pandemie.

### Stipendienvergabe
Die Kulturstiftung vergibt jährlich rund 50 Stipendien an sächsische Künstlerinnen und Künstler. Dazu zählen zum einen ortsunabhängige Arbeitsstipendien, die ausschließlich in den Sparten Bildende Kunst, Darstellende Kunst und Musik, Literatur und Film vergeben werden. Zum anderen vergibt die Kulturstiftung in Kooperation mit ihren Partnerinstitutionen weltweit bis zu 12 Residenzstipendien, die einen Orts- und Perspektivwechsel ermöglichen. Dabei haben die Stipendiaten die Möglichkeit, für einige Monate in u. a. den USA, Vietnam, China, Polen oder Ungarn zu arbeiten. Seit 2022 werden außerdem jährlich bis zu fünf die Max Uhlig Reisestipendien vergeben. Die Reisestipendien sind offen für Künstlerinnen und Künstlern aller Kunstrichtungen. Ort und Zeitraum der Studienaufenthalte können gemäß dem künstlerischen Vorhaben selbst bestimmt werden.

### Ankäufe
Jährlich erwirbt die Kulturstiftung des Freistaates Sachsen zahlreiche Werke zeitgenössischer Kunst für den Freistaat Sachsen. Dadurch konnten bisher 667 Werke mit einem Gesamtetat von 2,8 Millionen Euro angekauft werden.

## Preise

### Sächsischer Initiativpreis für Kunst und Kultur
Der mit zehntausend Euro dotierte Preis soll Einrichtungen prämieren, die im Kulturbereich „neue Wege bei Konzeption und Betrieb gehen, speziell im Hinblick auf die Finanzierungs-, Organisations- und Rechtsform sowie bei der Entwicklung neuartiger Programme“. Die bisherigen Preisträger waren:
- 2005: Schaubühne Lindenfels, Leipzig
- 2007: Denkmalschmiede Höfgen, bei Grimma
- 2009: Lubok Verlag, Leipzig
- 2011: Leipziger KulturPaten
- 2013: riesa efau, Kultur Forum Dresden
- 2015: Verein der Freunde und Förderer der Komponistenklasse Dresden
- 2017: Dresdner Sinfoniker

### Sächsischer Preis für soziokulturelles Engagement
Der mit fünftausend Euro dotierte Preis soll „Akteure oder Initiativen zur soziokulturellen Breitenarbeit ermutigen“. Die bisherigen Preisträger waren:
- 2008: Kulturfabrik Hoyerswerda für ihr Projekt „Die 3. Stadt – Hoyerswerda rückt zusammen“
- 2010: Hillersche Villa, Zittau
- 2012: Unikatum Kindermuseum Leipzig
- 2014: ars popularis, Zentrum für Kultur und kulturelle Bildung in Reichenbach im Vogtland
- 2016: Banda Internationale, Band aus Dresden

## Gremien

### Präsidenten
- Martin Roth (1996–2003)[4]
- Steffen Heitmann (2003–2010)[5]
- Ulf Großmann (2011–2020)
- Christoph Dittrich (seit 2020)

### Kuratorium
Dem elfköpfigen Kuratorium steht der Ministerpräsident des Freistaates Sachsen vor. Geschäftsführende Kuratorin ist die Sächsische Staatsministerin für Kultur und Tourismus. Zu den Aufgaben des Kuratoriums zählen die Beratung und Entlastung des Stiftungsvorstands sowie die Verabschiedung des Wirtschaftsplans und des Jahresabschlusses.

### Stiftungsvorstand
Der Stiftungsvorstand vertritt die Stiftung nach außen. Er berät die strategischen Leitlinien. Der Präsident der Kulturstiftung ist zugleich Vorsitzender des Stiftungsvorstands. Weitere Mitglieder sind Persönlichkeiten aus dem Kulturbereich, der Präsident des Sächsischen Kultursenats sowie Vertreter verschiedener Ministerien. Die Mitglieder arbeiten ehrenamtlich.
Der Vorstand hat sechs Mitglieder: Christoph Dittrich (Vorsitzender), Christian Schramm (Vizepräsident der KdFS), Markus Franke (vom Sächsischen Staatsministerium für Wissenschaft, Kultur und Tourismus, Abteilungsleiter Kunst), Bernd Engelsberger (vom Sächsischen Staatsministerium der Finanzen, Abteilungsleiter Vermögen), Albrecht Koch (Präsident des Sächsischen Kultursenats) und Burghard von Bargen (Justitiar).

### Fachbeiräte
Die Beiräte bestehen aus ehrenamtlich tätigen Persönlichkeiten, die sich für Kunst und Kultur in Sachsen einsetzen und die über ein reiches Fachwissen in ihrem Berufsfeld verfügen. Sie werden jeweils für drei Jahre berufen. Mit ihrer Kompetenz, ihrem fachlichen Ansehen und ihren Erfahrungen unterstützen sie den Vorstand und die Geschäftsstelle der Kulturstiftung maßgeblich bei der Erfüllung des Stiftungszwecks. Die Urteile und Einschätzungen der Fachbeiräte sind die Grundlage jeder Förderung.
Es bestehen Fachbeiräte für die Bereiche Bildende Kunst, Darstellende Kunst und Musik, Film, Industriekultur, Literatur, Soziokultur und Spartenübergreifende Projekte.

## Sächsischer Kultursenat
Mit Gesetz vom 17. Mai 1993 errichtete der Freistaat Sachsen den Sächsischen Kultursenat. Dieses Gremium aus 24 der Kunst und Kultur Sachsens verbundenen Persönlichkeiten wird vom Ministerpräsidenten berufen. Es wird ergänzt durch entsandte Vertreter des Landtags, des Sächsischen Staatsministeriums für Wissenschaft und Kunst, des Sächsischen Staatsministeriums der Finanzen, des Sächsischen Städte- und Gemeindetags und des Sächsischen Landkreistags. Die Senatoren arbeiten ehrenamtlich. Sie beraten und vermitteln in kulturpolitischen Fragen. Der Präsident des Kultursenats ist seit Oktober 2022 Albrecht Koch. Der Stiftungsdirektor der Kulturstiftung, Manuel Frey, ist zugleich Geschäftsführer des Kultursenats.

## Kritik
Verschiedene Kulturträger und Medien äußern Kritik an der Struktur und der Förderpraxis der Kulturstiftung Sachsen. Lars Tunçay (kreuzer) hebt den fast ausschließlich männlich besetzten Vorstand der Stiftung hervor. Durch das rein politisch besetzte Kuratorium bestünde zudem eine starke Abhängigkeit von der Politik. Der Fachbeirat wird einerseits als überfordert beschrieben, da der Arbeitsaufwand immens sei. Zugleich kritisiert Tuncay die fehlende Unabhängigkeit des Fachbeirats, die zum Eindruck führe, dass die Fachbeiräte ihren eigenen Institutionen Fördersummen zuspielten. Die Besetzungsdauer des Fachbeirats von 3 Jahren sei zudem zu knapp bemessen, für eine unabhängige Besetzung fehlen geeignete, kompetente Kandidaten. Darstellende Künste kämen aufgrund der Zusammensetzung des zuständigen Fachbeirats in der Förderung zu kurz. Auch das Gesamtfördervolumen der KdFS stünde hinter dem Bedarf zurück. Zudem wurde der Führungsstil von Direktor Ralph Lindner kritisiert; ein Betriebsrat zur Vertretung der – vielfach frustrierten – Mitarbeiter existiere nicht.
Dennoch wurde Lindner 2017 zum vierten Mal als Stiftungsdirektor wiederbestellt, zahlreiche Mitarbeiter der Stiftung haben das problematische Arbeitsklima danach offen thematisiert. Zum 1. Juli 2018 wechselte Lindner zur internationalen Dresdner Künstlerresidenz Max-Uhlig-Haus, zu seinem kommissarischen Nachfolger wurde Manuel Frey bestellt. Dieser übernahm das Amt offiziell zum 1. September 2019.